# Lodo De Gasperi
Le Lodo De Gasperi est une proposition de loi que le président du conseil Alcide De Gasperi présenta en 1946 pour établir des rapports justes et corrects entre les propriétaires terriens et les cultivateurs.
La loi prévoyait des dommages de guerre aux cultivateurs en obligeant les propriétaires à engager les chômeurs.
L'objectif final était celui de soustraire à la pauvreté l'une des classes la plus faible du pays.

## Sources
- (it) Cet article est partiellement ou en totalité issu de l’article de Wikipédia en italien intitulé « Lodo De Gasperi » (voir la liste des auteurs).